# Список школ Алатыря
Список школ Алатыря включает государственные и негосударственные учреждения среднего общего и начального специального образования (школы, гимназии, лицеи), расположенные в городе Алатырь, Чувашская Республика, Россия.

## Средние общеобразовательные школы
| Школа, год основания                                                          | Адрес и офиц. сайт                       | Достижения |
| ----------------------------------------------------------------------------- | ---------------------------------------- | --- |
| СОШ № 2 1952 (СОШ с 1970)                                                     | г. Алатырь, ул. Южная, д.3 Сайт          | |
| СОШ № 3 1948 (СОШ с 1971)                                                     | г. Алатырь, ул. Димитрова, 9 Сайт        | |
| СОШ № 5 им. Героя Советского Союза А. М. Осипова (1875-?)                     | г. Алатырь, Школьный проезд, д.5 Сайт    | |
| Гимназия № 6 им. академика А. Н. Крылова (1948-?) (в 1987—1992 школа № 6)     | г. Алатырь, ул. Жуковского, д.63 Сайт    | Грант Президента России для школ (2007, 1 млн руб) Грант Президента России получили учителя Львова И. М., Дмитриева Т. В. (2006), Чеберева И. Н. (2007), Громилова М. В. (2009) |
| СОШ № 7 им. Героя Советского Союза З. И. Парфеновой                           | г. Алатырь, ул. Березовая д. 1 Сайт      | |
| СОШ № 9 им. Героя Советского Союза П. Г. Макарова. 1937                       | г. Алатырь, ул. Володарского, 14 Сайт    | |
| СОШ № 11 им. Героя Советского Союза В. Ф. Ветвинского 1972 (1918 — школа № 5) | г. Алатырь, ул. Комсомола, 14 Сайт       | |
| РГОУ «Алатырская специальная (коррекционная) образовательная школа-интернат»  | г. Алатырь, ул. Артиллерийская д.34 Сайт | |

## Другие
- РГОУ НПО «Профессиональное училище № 3 г. Алатырь» (бывшее Алатырское лесотехническое училище; осн.1914)
- СОШ № 8 имени академика А. Н. Крылова (1936—2005) сайт